# ФК Ягельоня
Ягельоня Бялисток (на полски: Jagiellonia Białystok) е полски футболен клуб от град Бялисток, Полша.

## История
Клубът е създаден през 1920 г.

## Срещи с български отбори
„Ягельоня“ се е срещал с български отбори в приятелски срещи.

### „Лудогорец“
С „Лудогорец“ се е срещал един път в приятелски мач на 21 януари 2017 г. в турския курорт Белек като срещата завършва 1 – 1.

## Успехи
- Екстракласа:
  -  Шампион (1): 2023/24
  -  Второ място (2): 2016/17, 2017/18
  -  Трето място (1): 2014/15.
- Купа на Полша:
  -  Носител (1): 2009/10
  -  Финалист (2): 1988/89, 2018/19
- Суперкупа на Полша:
  -  Носител (3): 2010, 2025
- I Лига на Полша:
  -  Шампион (1): 1986/87
- Лига на конференциите
  -  1/4 финалист (1): 2024/25

Голмайстори в Екстракласа: 1
 Томаш Франковски (2010/11 – 14)

## Известни играчи
- Марчин Буркхард
- Томаш Франковски
- Яцек Гуралски
- Матеуш Пьонтковски
- Гжегож Сандомерски
- Еузебюш Смолярек
- Килиан Шеридън
- Младен Кашчелан
- Марко Райх
- Родней

## Известни треньори
- Адам Навалка (2004 – 2006)
- Михал Пробеж (2008 – 2011), (2014 – 2017)
- Иренеуш Мамрот (2017–2019), (2021)
- Ивайло Петев (2019 – 2020)
- Пьотър Новак (2021–?)